# Unkilled
Unkilled je česká videohra s tematikou zombie. Vyšla v roce 2015. Vytvořilo ji studio Madfinger Games. Hra je určená pro IOS, Android. Jedná se o duchovního nástupce her Dead Trigger a Dead Trigger 2, jinými slovy lze o Unkilled mluvit jako o Dead Trigger 3. Žánrově se řadí mezi first-person shootery.

## Hratelnost
Hráč se ujímá role vojáka Joea, vůdce nevládní vojenské organizace Vlčí smečka (angl. Wolfpack), který se účastní čištění New Yorku od zombíků. Hratelnost je podobná jako u Dead Trigger 2. Hráč musí v každém levelu zabíjet zombíky a plnit úkoly. Misí je přes 300. Úkoly zahrnují obranu spolubojovníka, vyčištění oblasti, sbírání zásob či obranu oblasti. Hráč si před každou misí vybere své vybavení, které musí splňovat podmínky (např. zbraň o síle vyšší než 2550). Za peníze, které vydělá plněním misí, jako dárek přes Facebook anebo poškozováním nepřátelských hráčů v okolí základny vlastní zombie armádou (Asynchronní PvP jménem Šarvátky) si hráč může koupit lepší výzbroj (vylepšit stávající zbraně nebo si koupit nové). Hráč si taky může změnit vzhled postav a zbraní označené za epické. Hráči jsou automaticky přihlášeni do tzv. "války", kde je určený úkol (např. zabíjejte hráče v Duelech, sbírejte skóre apod.), za jehož plnění dostanou hráči na konci odměny.

## Herní režimy
1. Příběh - obsahuje 8 částí a 150 misí.
2. Šarvátky - Hráč může zabíjet neutrální zombíky, přičemž mise mají 3 obtížnosti - lehkou, normální a těžkou. Hráč také musí sklízet zlaťáky a bránit svou základnu, anebo si může koupit obranný štít na 2 dny za 25,000$ (nebo 400 zlaťáků), nebo na 10 dnů za 100,000$ (1750 zlaťáků). Potom co hráč úspěšně ubránil svou základnu před nepřátelským útokem, se automaticky aktivuje štít na 12 hodin. Zakoupený štít jde po zaniknutí koupit až za 20 dnů.
3. Kampaň - Jedna z mála příležitostí, jak získat V.I.P truhlu. Hráče čeká 6 misí (2 snadné, 3 normální a 1 těžká), a potom co kampaň dohraje, na základě počtu získaných hvězdiček získá běžnou truhlu, 2 běžné truhly nebo V.I.P truhlu.
4. Duel - Herní režim, ve kterém 2 hráči bojují proti sobě; vítěz je ten, kdo víckrát zabije svého soupeře.
5. Hodnocený zápas - Stejné jako duel; rozdíl je v tom, že zápas, při kterém hráč o sve body přijde, pokud prohraje, nebo naopak získá, když vyhraje. Na základě počtu svých bodů má své umístění v bronzové, stříbrné, zlaté nebo Unkilled lize.

## Postavy

### Hratelné postavy
Joe
Vůdce vlčí smečky. Univerzální voják na misi, která má zastavit zombie infekci.
Sam
Odbornice na hackování. Po propuknutí nákazy se přidala k Vlčí smečce jako operátorka mise.
Carl (U.S. Ranger)
Operátor těžkých zbraní Vlčí smečky. Vždy kryje své muže prudkou palbou.
Přeživší
Bývalý drogový baron. Jeho vášeň pro sbírání zbraní se v zombíky zamořeném světě hodí.
Clark
Odborník na brokovnice. Před propuknutím nákazy vedl Clark svůj vlastní obchod se zbraněmi.
Jade
Expertka na boj zblízka, nic dalšího se o ní neví.

### NPC postavy
She'n
Záhadná žena inspirována samuraji.
Wayne Dale
Novinář, později zabit nepřátelskou organizací Patrioti.
Generál
Antagonista.

### Nepřátelé
Maršál (angl. Marshal)
Jedná se o imitaci Tanka z Left 4 Dead s tím rozdílem, že místo hodu kamenem udeří do země, čímž vytvoří ohnivou bublinu, které se hráč musí vyhnout, doporučuje se proti němu zbraň zblízka.
Zadák (angl. Quarterback)
Bývalý hráč amerického fotbalu. Jedná se o imitaci Chargera z Left 4 Dead 2 s tím rozdílem, že s hráčem nemlátí o zem, jen se rozběhne a srazí ho. Doporučuje se stoupnout si ke stěně, počkat až se rozběhne, uhnout mu a způsobit mu co největší poškození, zatímco se vzpamatovává z útoku. Opět se doporučují zbraně nablízko.
Uranion
Doporučuje se udržovat si odstup kvůli radiaci, tudíž je lepší střílet z dálky než sekat z blízka. Dokáže vytvořit radioaktivní vlnu.
Kráječ (angl. Carver)
Zombie, který se podobá katovi, má místo pravé ruky nůž.
Detonátor
Zombie s vrostlou minou v břiše, který vybuchne v blízkosti hráče, tudíž je lepší ho zastřelit z dálky.
Patrioti
S obrněnými dodávkami s raketometem na střeše se hráč setká dvakrát, a to v misi č. 85 a 102.

## Bonusové výpadky
Někteří zombie u sebe nosí bonusy, které z nich vypadnou, když jsou zabiti. Takové bonusy u sebe vždy nosí speciálové.
| Název bonusu    | Hodnota (hned sebráno) | Hodnota (automaticky sebráno na úkor původní hodnoty) | Vzhled             | Poznámka                                                                                         |
| --------------- | ---------------------- | ----------------------------------------------------- | ------------------ | ------------------------------------------------------------------------------------------------ |
| Zkušenosti (XP) | 10                     | 6                                                     | Zelená hvězda      |                                                                                                  |
| Zdraví          | 5                      | 3                                                     | Červený kříž       |                                                                                                  |
| Body            | 2                      | 1                                                     | Zlatá trofej       | Vypadává jen v Šarvátkách                                                                        |
| Plány zbraní    | 1 z 15/20              | ?                                                     | Modrý puzzle dílek | Jsou nutné k složení těchto zbraní: SKS Simonov, Luger P08, Thompson 1928, Katana a Lovecký luk. |
| Informace       | 2-10                   |                                                       | Krychle            | Denní limit informací je 200; je-li denní limit dosažen, informace přestanou vypadávat.          |

## Doplňky

### V.I.P
Lékárnička
Dá hráči 100 HP a dočasnou nesmrtelnost, vyléčí i spolubojovníky, 1ks stojí 55 zlaťáků.
Adrenalin
Dočasně zpomalí čas, zvýší rychlost i poškození a dá neomezeně munice. Adrenalin kombinovaný s raketami je schopen napáchat hodně škody. 1ks stojí 55 zlaťáků.
Rakety
Hráč vypustí 3 naváděné rakety. 1 balení stojí 55 zlaťáků.
Druhá šance
Pokud hráč (nebo spolubojovník, kterého měl hráč chránit) umře, může použít Druhou šanci, která ho znovu oživí a zabije všechny žijící zombie. 1ks stojí 100 zlaťáků.

### Standardní
EMP zábleskový granát
Oslepí protivníky. 1 ks stojí 500$.
Nášlapná mina
Vybuchne poblíž nepřátel.1 ks stojí 500$.
Tříštivý granát
Standardní výbušný granát.
Třaskavý granát
Mate protivníky a zastavuje jejich zdravotní regeneraci.1 ks stojí 500$
Návnada
Vytvoří nehybnou kopii hráče.
Medbox
Vyzařuje v malé oblasti léčivé impulzy.
Štít
Vytvoří nezničitelný štít, který se časem opotřebuje.
Věž
Funguje jako střílna ovládaná umělou inteligencí.